# Aname pallida
Aname pallida är en spindelart som beskrevs av Ludwig Carl Christian Koch 1873. Aname pallida ingår i släktet Aname och familjen Nemesiidae.
Artens utbredningsområde är Queensland. Inga underarter finns listade i Catalogue of Life.